# Rodrigo Pessoa
Pour les articles homonymes, voir Pessoa.

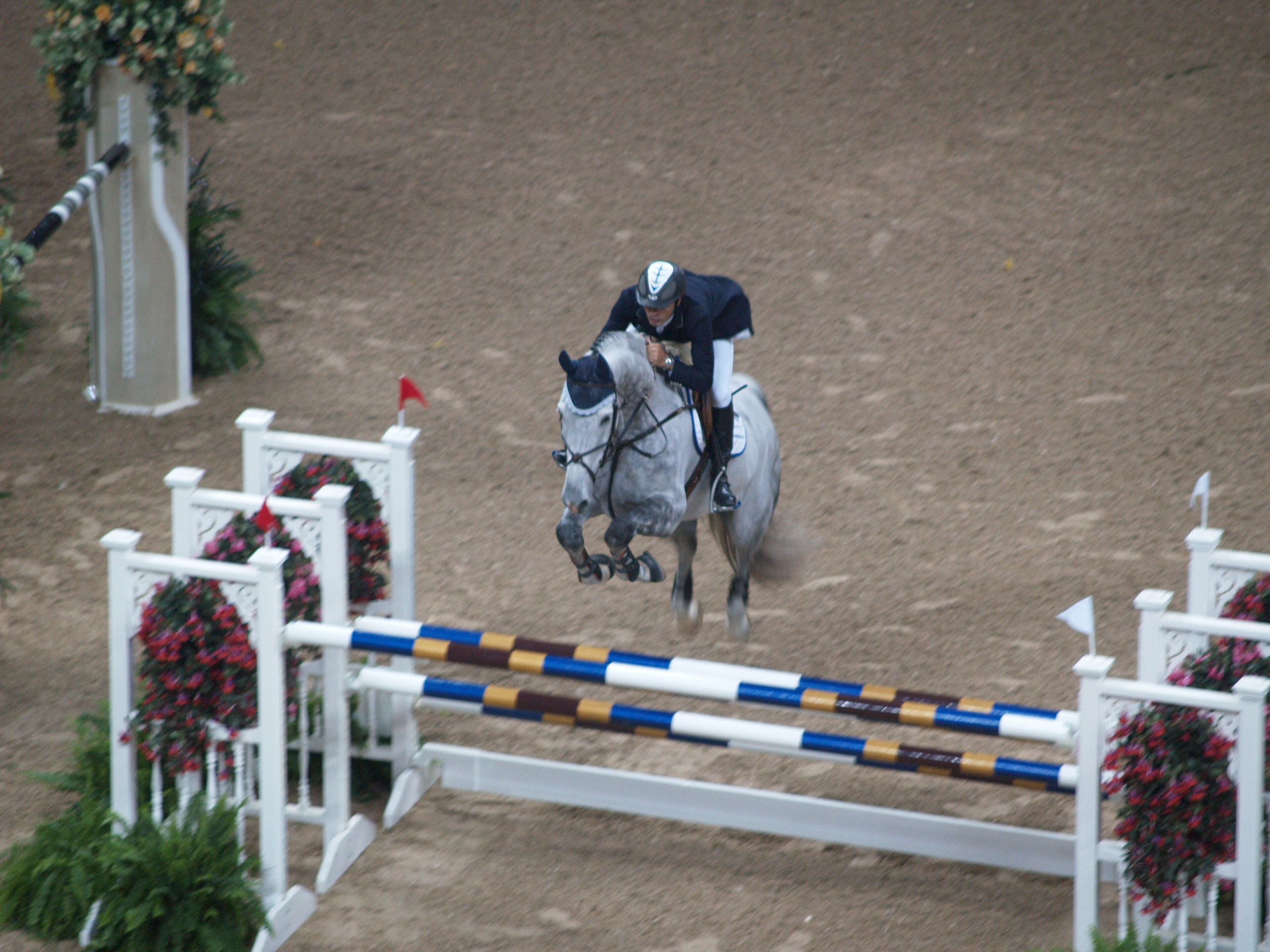
Rodrigo et sa monture Cœur lors d'une compétition internationale.

Rodrigo Pessoa, né le 29 novembre 1972 à Neuilly-sur-Seine en France, est un cavalier brésilien champion olympique de saut d'obstacles. Il est le fils de Nelson Pessoa, qui était surnommé le « Sorcier brésilien ».

## Biographie
Rodrigo Pessoa commence la compétition en 1981, en Grande-Bretagne. Remarqué pour son talent précoce, il remporte son premier prix en 1984, en Belgique, dans la catégorie poneys. Depuis cette date, il défend les couleurs du Brésil. Il termine en première place du championnat d'Europe junior en 1989, mais ne peut remporter le prix en raison de sa nationalité brésilienne. Il confirme chez les seniors à Stockholm, en 1990, en accédant à la 23e place du championnat du monde de saut d'obstacles à Stockholm.
En 1998, il est champion du monde avec Lianos Z.
De la fin des années 1990 au milieu des années 2000, il monte Baloubet du Rouet, un cheval de race selle français dont la formation avait été débutée par son père Nelson, et avec qui il sera notamment champion olympique en 2004 à la suite de la disqualification de Cian O'Connor.
Il est le seul cavalier avec Hugo Simon, Meredith Michaels-Beerbaum et Marcus Ehning à avoir réalisé le triplé de coupe du monde, et le seul à l'avoir fait consécutivement. À noter qu'il a réalisé ce triplé avec le même cheval, Baloubet du Rouet, qui est le seul cheval au monde avec Shutterfly à avoir réalisé cette performance.
Tout au long de sa carrière, il a gagné 50 Grand Prix pour plus de 6 millions d'euros de gains.
Aux Jeux olympiques de 2008 de Pékin où il termine cinquième, son cheval Rufus est contrôlé positif à la nonivamide. Rodrigo Pessoa est suspendu 135 jours (quatre mois et demi), condamné à une amende et déchu de sa cinquième place pour « utilisation interdite de médication de classe A ».
Aujourd'hui consultant sportif, il collabore avec son père à l'organisation de l'Audi Masters-Jumping International de Bruxelles ainsi qu'à celle du Gucci Masters-Jumping International de Paris.
Après avoir déclaré qu'il envisageait la fin de sa carrière après les Jeux olympiques de Londres, il revient sur sa décision et pense finalement arrêter la compétition après les Jeux de Rio en 2016. En juillet 2012, il est désigné pour être le porte-drapeau brésilien pour les Jeux olympiques de Londres.

En 2012, il assure le doublage de Guillaume Canet dans le film Jappeloup en 2012, pour les scènes d'obstacles.
Installé en Belgique depuis 1981, il réside à Fleurus, où son père a fondé le haras de Ligny en 2001, centre d'entraînement à la fois pour son fils et d'autres cavaliers internationaux.

## Principales performances
- 1995 : médaille d'or par équipe aux Jeux panaméricains à Mar del Plata avec Special Envoy.
- 1996 : médaille de bronze par équipe aux Jeux olympiques d'Atlanta avec Loro Piana TomBoy.
- 1998 : médaille d'or aux Jeux équestres mondiaux à Rome avec Lianos Z et vainqueur de la finale de la coupe du monde à Helsinki avec Baloubet du Rouet.
- 1999 : 1re place de la computer liste internationale pour la première fois et vainqueur de la finale de la coupe du monde à Göteborg en Suède avec Baloubet du Rouet.
- 2000 : vainqueur de la finale de la coupe du monde à Las Vegas aux États-Unis avec Baloubet du Rouet et médaille de bronze par équipe aux Jeux olympiques de Sydney avec Baloubet du Rouet.
- 2001 : 2e de la finale de la coupe du monde à Göteborg avec Baloubet du Rouet.
- 2002 : 3e de la finale de la coupe du monde à Leipzig en Allemagne avec Baloubet du Rouet.
- 2003 : 2e de la finale de la coupe du monde à Las Vegas avec Baloubet du Rouet.
- 2004 : médaille d'or aux Jeux olympiques d'Athènes avec Baloubet du Rouet lorsque l’Irlandais Cian O'Connor, ex-médaillé d’or individuel, renonce à faire appel pour l'affaire du contrôle positif de son cheval lors de ces Jeux.
- 2006 : remporte le Grand-Prix de Lanaken avec Oasis (ex Incas de l'Oasis)
- 2007 : médaille d'or par équipe et médaille d'argent en individuel aux Jeux panaméricains à Rio de Janeiro (Brésil) avec Rufus
- 2010 : 4e en individuel aux Jeux équestres mondiaux à Lexington aux États-Unis avec HH Rebozo.